# 쿠도 칸쿠로
쿠도 칸쿠로(일본어: 宮藤 官九郎 구도 간쿠로[*], 1970년 7월 19일~)는 일본의 극작가, 배우, 작사가, 작곡가, 방송작가이자, 영화 감독, 연출자, 뮤지션, 기타리스트 등 다방면에서 활동중인 인물이다. 본명은 구도 슌이치로(일본어: 宮藤 俊一郎)이다. 미야기현 구리하라시(전 구리하라 군 와카야나기 정) 출신. 보통 구도칸으로 잘 알려져 있다. 극단 '어른기획' 소속으로, 톡톡 튀는 문체와 기발한 상상력으로 천재 각본가라 불린다.

## 약력
어릴 적부터 글쓰기에 재능을 보여 글쓰기 대회에서 다수의 상을 받았다.
고등학교 졸업 후 니혼대학 예술학부방송학과에 진학했으나 중퇴하였다. 그는 중퇴 이유 중 하나로 "친구가 거의 없었고, 재미도 없었다"라고 밝히고 있다.
이후, 마츠오 스즈키가 운영하는 극단 "어른 계획"에 입단해 극본을 쓰면서, 일부 작품에서는 연출도 맡았다. 1996년부터 자신의 공연을 "우먼리브"라고 칭한다. 버라이어티 방송 구성 작가로도 활동하면서 인정을 받았다.
1999년 TBS 드라마 《잔혹동화-엄지공주》 편을 통해 처음 드라마 극본을 쓰기 시작했고, 1년 후인 2000년 이시다 이라의 동명 소설을 원작으로 한 TBS 드라마 《이케부쿠로 웨스트 게이트 파크(IWGP)》의 극본을 맡으면서, 주목을 받기 시작했다. 내용은 이케부쿠로 근처에 거주하는 젊은이들의 이야기를 추리물 형식으로 풀어낸 이 드라마는 원작의 치밀함과 쿠도칸의 재기발랄한 극본과 함께, 츠츠미 유키히코 감독의 독특한 연출로 드라마 폐인을 양성하며 2000년 최고의 드라마로 등극했다.
이듬해 재일 한국인 남학생의 성장 이야기를 담은 영화 《GO》 (가네시로 가즈키 원작, 유키사다 이사오 감독)의 시나리오를 써 이듬해인 2002년 일본 아카데미상 최우수 각본상을 수상했다.
2002년 3개월 시한부 선고를 받은 청년이 고등학교 시절 야구를 함께 했던 친구들과 도적단을 결성해 활동하는 내용의 TBS 드라마 《키사라즈 캐츠아이》의 각본을 썼고, 일부 편에서는 연출도 소화해냈다. 'IWGP'에 비하면 낮은 10.1%(전편 평균)의 시청률을 기록했으나 이후 DVD로 출시되면서 50만 세트를 판매하며, 대히트를 기록해 드라마 폐인들을 양성, 두 차례의 속편(일본 시리즈, 월드 시리즈)이 영화로 제작되었다.
2005년 1월 그는 TBS에서 2시간 단편드라마 《타이거&드래곤》 각본을 담당한다. 일본의 1인극 '라쿠고'를 배경으로 무슨 이야기를 해도 재미없이 하는 조폭 남성이 재밌게 말하는 법을 배우기 위해 채무자인 라쿠고가의 제자가 되어 벌어지는 사건을 담았다. 현실에서 벌어지는 일을 라쿠고의 고전과 접목시킨 독창적인 스타일로 방영 후 연속 드라마화가 결정돼 그해 4월부터 6월까지 총 11회 방송됐다. 이 작품은 제43회 갤럭시상 대상을 수상하였다.
2005년에는 영화 《한밤중의 야지상 키타상》으로 영화 감독으로 데뷔하였다.
1995년부터 "어른기획"에서 함께해 온 동료의 배우 아베 사다오와 무라스기 세미노스케(배우)와 함께 '그룹 타마시(グループ魂)'를 결성해 활동 중이다. 〈너에게 쥬스를 사줄게♥〉(君にジュースを買ってあげる♥)로 제56회 NHK 홍백가합전에 출전하였다.
2018년 1월에는 그의 산문집 《나도 애라니까!》(일본어: 俺だって子供だ!)가 대한민국에서 출판되었다. 결혼한 지 10년이 지나 엉겹결에 아빠가 된 쿠도 칸쿠로가 〈주간 분슌〉에 연재했던 육아 생활 관련 글을 모은 책이다.
2019년 3월 『지금 뭐라고 했지?』(いまなんつった?)가 출간되었다. 이 책은 쿠도 칸쿠로가 20년 넘게 드라마, 연극, 영화의 대본을 써오면서 경험한 인상적인 "대사"를 모티브로 극작에 대한 자신의 생각이나 소소한 일상을 발랄하게 엮어낸 산문집이다. 대사를 모티브로 쓰인 만큼 극작에 대한 쿠도칸의 생각과 태도를 알 수 있을 뿐만 아니라, 다양한 일본 연예계의 소식, 그가 생각하는 한국영화에 대한 견해와 연기와 음악 등에 대한 다양한 관심도 엿볼 수 있다.

## 각본 작품

### 영화
- 2001년 《GO》
- 2002년 《핑퐁》
- 키사라즈 캐츠아이 극장판
  - 2003년 《키사라즈 캐츠아이 일본 시리즈》
  - 2006년 《키사라즈 캐츠아이 월드 시리즈》
- 2003년 《아이덴&티티》
- 2004년 《드럭스토어 걸》
- 제브라맨 시리즈
  - 2004년 《제브라맨》
  - 2010년 《제브라맨 -제브라 시티의 역습-》
- 2004년 《69 sixty nine》
- 2005년 《한밤중의 야지상 키타상》
- 2007년 《마이코Haaaan!!!》
- 2009년 《소년 메리켄사쿠》
- 2009년 《가무이 외전》
- 2009년 《돈쥬》
- 2009년 《울지 않아》
- 2013년 《중학생 마루야마》
- 2013년 《사죄의 왕》
- 2014년 《두더지의 노래: 잠입탐정 레이지》
- 2016년 《TOO YOUNG TO DIE! 젊어서 죽다》
- 2018년 《펑크 사무라이, 베어 뫼시다》

### 텔레비전 드라마
- 1999년 《잔혹동화 -엄지공주-》
- 2000년 《나쁜 여자 -점 쳐버릴 거야-》
- 2000년 《이케부쿠로 웨스트 게이트 파크》
- 2003년 《이케부쿠로 웨스트 게이트 파크 수프 편》
- 2001년 《로켓 보이》
- 2002년 《키사라즈 캐츠아이》
- 2002년 ~ 2003년 《지금, 뭘 기다려?》
- 2003년 《나의 마법사》
- 2003년 《맨해튼 러브 스토리》
- 2005년 《타이거 & 드래곤》
- 2005년 《나는 주부로소이다》
- 2007년 《갠지스강에서 버터플라이》
- 2008년 《미래강사 메구루》
- 2008년 《유성의 인연》
- 2010년 《자만 형사》
- 2011년 《11명이나 있어!》
- 2013년 《아마짱》
- 2014년 《미안해 청춘!》
- 2016년 《유토리입니다만 무슨 문제 있습니까》
- 2019년 《이다텐~도쿄 올림픽 이야기~》

## 출연 작품

### 영화
- 1996년 《키즈 리턴》
- 2007년 《콰이어트 룸에 어서오세요》
- 2012년 《오오쿠~영원~［에몬노스케·쓰나요시 편］》 - 다카쓰카사 노부코 역
- 2016년 《나의 아저씨》
- 2017년 《친애하는 우리 아이》 - 사와다 역

### 텔레비전 드라마
- 2014년 《극악 간보》
- 2014년 《BORDER》